# Ivan Adamovič
Ivan Adamovič (* 27. listopadu 1967 Praha) je český publicista, novinář, kritik, spisovatel a překladatel, zejména science fiction literatury (SF).

## Život
Vystudoval obor Vědecké informace a knihovnictví na Filozofické fakultě Karlovy univerzity v Praze. V 90. letech 20. století bylo jeho působení spojeno především se žánrem science fiction. V 80. letech byl aktivní v československém SF fandomu. Byl členem sci-fi klubů SFK Spectra, ADA, SFK RUR (předseda) a Klubu Julese Vernea. Zúčastňoval se desítek akcí a setkání (conů) nejen v Česku, byl např. pravidelným účastníkem Parconů od roku 1985, také ve světě (Worldcon, Eurocon). Stal se členem World SF Association of Professionals.
Byl jedním ze zakladatelů sci-fi měsíčníku Ikarie, v němž působil od jeho vzniku v roce 1990 do roku 2007 jako redaktor zahraniční prózy a publicistiky. Dále působil v těchto médiích: měsíčník Quo (redaktor), internetový deník inZine.cz (šéfredaktor), časopis Živel, Hospodářské noviny (vedoucí kulturní rubriky), Pražský deník (vedoucí kulturní rubriky), příloha Pátek Lidových novin (redaktor), finanční měsíčník Finmag (šéfredaktor), měsíčník Reader's Digest Výběr (redaktor), čtrnáctideník TV Max (šéfredaktor), měsíčník Maxim (zástupce šéfredaktora), firemní časopis Arrevue (šéfredaktor), Deníku N (vedoucí kultury), byl také publisherem ve vydavatelství Luova.
Pro nakladatelství Najáda v Praze vedl edici Manta. Je držitelem celkem dvanácti Cen Akademie Science fiction, fantasy a hororu (SFFH), z toho čtyřikrát jako nejlepší SF redaktor, třikrát za nejlepší teoretický text roku, v roce 2005 tuto cenu získal za dlouholetou práci pro žánr science-fiction. Pro různá média píše kritiky literatury, filmu a výtvarného umění (např. Lidové noviny, Hospodářské noviny, deník E15, server Aktuálně.cz, Deník N, Reflex). Byl hostem v řadě televizních a rozhlasových pořadů jako kulturní kritik a znalec SF subkultury.
Na Fakultě sociálních věd UK vyučoval vlastní volitelný předmět Úvod do populární kultury. Byl spolukurátorem výstavy Planeta Eden: Svět zítřka v socialistickém Československu, která se uskutečnila v roce 2010 v Domě umění města Brna a v pražské galerii DOX (společně s Tomášem Pospiszylem). Byl také kurátorem výstavy vězeňských kreseb v kavárně Liberál.
Působil krátce také v komunikační a PR agentuře Ewing. Nyní je zaměstnán jako PR manager v Muzeu literatury.

## Dílo

### Překlady
- Paralelní světy[zdroj?]
- Cizí hvězdy[zdroj?]
- Půlnoční stíny I. – antologie hororu[zdroj?]
- Půlnoční stíny II.[zdroj?]

### Povídky
Je autorem desítek povídek, uveřejněných v fanzinech, časopisech a antologiích
- Antigé (SF), 3. místo v literární soutěži SFK 167
- Velký opuštěný dům
- Hlas krve, oceněno roku 1997 Akademií SFFH jako nejlepší horor a antologie

### Studijní práce
- Studie Czech Science Fiction in the Last Forty Years, vydáno v Kanadě roku 1990
- Slovník české literární fantastiky a science fiction, vydáno 1995, oceněno 1996 Akademií science fiction, fantasy a hororu za nejlepší teoretické dílo
- Skripta Úvod do science fiction
- Bibliografie české vědeckofantastické literatury... – diplomová práce na VŠ

### Spoluautor
- Encyklopedie fantastického filmu, 1994, hlavní autor
- Encyklopedie literatury SF, 1995